# Jean Ier de La Roche (duc d'Athènes)
Pour les articles homonymes, voir Jean Ier.
Jean Ier de la Roche  (mort en 1280) succéda à son père, Guy Ier de La Roche, en tant que duc d'Athènes en 1263. Il lisait les textes de l'historien grec Hérodote, il était cultivé et chevaleresque.

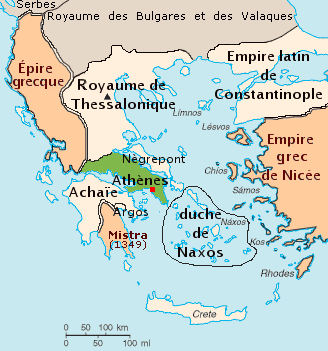
Le duché d'Athènes, en vert.

En 1275, venant avec 300 chevaliers au secours de son allié grec Jean Ier Doukas de Thessalie, Jean leva le siège de Néopatras par l'armée byzantine de Jean Paléologue. Constatant l'infériorité numérique de ses Francs, il dit des hommes de Jean Paléologue : « ils sont grands par leur nombre, mais peu parmi eux sont de vrais hommes », paraphrasant Hérodote à propos des Perses à la bataille des Thermopyles : « il y a là une grande foule, mais peu d'hommes ».
L'année suivante (1276), l'empereur byzantin Michel VIII Paléologue tenta de reprendre l'Eubée et la Thessalie. Jean s'alliant à Gilbert de Vérone marcha contre les Impériaux qui assiégeaient Négroponte. Lors d'une bataille à Vatonda, Jean fut jeté de son cheval et capturé, avec Gilbert et beaucoup d'autres chevaliers : ils furent libérés contre rançon. En 1280 il mourut et c'est son frère Guillaume Ier de la Roche qui lui succéda.

## Sources
- Jean Girard, La Roche ou l'Epopée Comtoise de Grèce, L'Atelier du Grand Tetras, Besançon, 1998.
- Setton, Kenneth M. (general editor) A History of the Crusades: Volume II—The Later Crusades, 1189 – 1311. Robert Lee Wolff and Harry W. Hazard, editors. University of Wisconsin Press: Miliwaukee, 1969.

- (en) Cet article est partiellement ou en totalité issu de l’article de Wikipédia en anglais intitulé « John I de la Roche » (voir la liste des auteurs).